# Glee: The Music, The Complete Season One CD Collection
Glee: The Music, The Complete Season One CD Collection es un caja recopilatoria del elenco de la serie de televisión estadounidense Glee. Contiene 3 discos que incluyen los álbumes Glee: The Music, Volume 1, Volume 2 y Volume 3, y 2 EP que incluye a The Power of Madonna y Journey to Regionals.

## Lista de canciones
Las canciones incluidas en los diferentes discos, corresponden a las versiones estándar de las primeras 3 bandas sonoras y de los 2 EP del elenco de Glee.

### Bandas sonoras
| Glee: The Music, Volume 1 |                                               | |                                                        |          |  |
| N.º                       | Título                                        | Escritor(es)                                                                                                 | Artista original(es)                                   | Duración |  |
| 1.                        | «Don't Stop Believin'»                        | Jonathan Cain, Steve Perry, Neal Schon                                                                       | Journey                                                | 3:50     |  |
| 2.                        | «Can't Fight This Feeling»                    | Kevin Cronin                                                                                                 | REO Speedwagon                                         | 3:29     |  |
| 3.                        | «Gold Digger»                                 | Kanye West, Ray Charles, Renald Richard                                                                      | Kanye West junto a Jamie Foxx                          | 3:00     |  |
| 4.                        | «Take a Bow»                                  | Ne-Yo, Tor Erik Hermansen, Mikkel Storleer Eriksen                                                           | Rihanna                                                | 3:35     |  |
| 5.                        | «Bust Your Windows»                           | Jazmine Sullivan, Salaam Remi, DeAndre Way                                                                   | Jazmine Sullivan                                       | 4:19     |  |
| 6.                        | «Taking Chances»                              | Kara DioGuardi, David A. Stewart                                                                             | Celine Dion                                            | 3:55     |  |
| 7.                        | «Alone» (junto a Kristin Chenoweth)           | Billy Steinberg, Tom Kelly                                                                                   | Heart                                                  | 3:40     |  |
| 8.                        | «Maybe This Time» (junto a Kristin Chenoweth) | John Kander, Fred Ebb                                                                                        | Liza Minnelli en la película Cabaret                   | 2:57     |  |
| 9.                        | «Somebody to Love»                            | Freddie Mercury                                                                                              | Queen                                                  | 4:43     |  |
| 10.                       | «Hate on Me»                                  | Jill Scott, Adam Blackstone, Steve McKie                                                                     | Jill Scott                                             | 3:30     |  |
| 11.                       | «No Air»                                      | James Fauntleroy II, Eric "Blue Tooth" Griggs, Harvey Mason, Jr., Damon Thomas, Steve Russell, Michael Scala | Jordin Sparks and Chris Brown                          | 4:23     |  |
| 12.                       | «You Keep Me Hangin' On»                      | Holland-Dozier-Holland                                                                                       | The Supremes                                           | 2:40     |  |
| 13.                       | «Keep Holding On»                             | Avril Lavigne, Lukasz Gottwald                                                                               | Avril Lavigne                                          | 4:04     |  |
| 14.                       | «Bust a Move»                                 | Marvin Young, Matt Dike, Michael Ross                                                                        | Young MC                                               | 4:24     |  |
| 15.                       | «Sweet Caroline»                              | Neil Diamond                                                                                                 | Neil Diamond                                           | 1:58     |  |
| 16.                       | «Dancing with Myself»                         | Billy Idol, Tony James                                                                                       | Generation X / Billy Idol                              | 3:10     |  |
| 17.                       | «Defying Gravity»                             | Stephen Schwartz                                                                                             | Idina Menzel, Kristin Chenoweth, y el elenco de Wicked | 2:21     |  |
| 60:13                     |                                               | |                                                        |          |  |

| Glee:The Music, Volume 2 |                                           |                                                                     |                                            |          |  |
| N.º                      | Título                                    | Escritor(es)                                                        | Original artist(s)                         | Duración |  |
| 1.                       | «Proud Mary»                              | John Fogerty                                                        | Creedence Clearwater Revival               | 3:43     |  |
| 2.                       | «Endless Love»                            | Lionel Richie                                                       | Diana Ross and Lionel Richie               | 4:25     |  |
| 3.                       | «I'll Stand by You»                       | Chrissie Hynde, Tom Kelly, Billy Steinberg                          | The Pretenders                             | 3:51     |  |
| 4.                       | «Don't Stand So Close to Me / Young Girl» | Sting / Jerry Fuller                                                | The Police / Gary Puckett & The Union Gap  | 2:28     |  |
| 5.                       | «Crush»                                   | Andy Goldmark, Mark Muller, Berny Cosgrove, Kevin Clark             | Jennifer Paige                             | 3:23     |  |
| 6.                       | «(You're) Having My Baby»                 | Paul Anka                                                           | Paul Anka and Odia Coates                  | 2:47     |  |
| 7.                       | «Lean on Me»                              | Bill Withers                                                        | Bill Withers                               | 4:17     |  |
| 8.                       | «Don't Make Me Over»                      | Burt Bacharach, Hal David                                           | Dionne Warwick                             | 3:25     |  |
| 9.                       | «Imagine»                                 | John Lennon                                                         | John Lennon                                | 2:23     |  |
| 10.                      | «True Colors»                             | Tom Kelly, Billy Steinberg                                          | Cyndi Lauper                               | 3:34     |  |
| 11.                      | «Jump»                                    | Alex Van Halen, David Lee Roth, Eddie Van Halen and Michael Anthony | Van Halen                                  | 3:57     |  |
| 12.                      | «Smile»                                   | Lily Allen, Iyiola Babalola, Darren Lewis                           | Lily Allen                                 | 3:14     |  |
| 13.                      | «Smile»                                   | Charlie Chaplin, John Turner, Geoffrey Parsons                      | Charlie Chaplin                            | 3:01     |  |
| 14.                      | «And I Am Telling You I'm Not Going»      | Tom Eyen, Henry Krieger                                             | Jennifer Holliday en el musical Dreamgirls | 4:06     |  |
| 15.                      | «Don't Rain on My Parade»                 | Jule Styne, Bob Merrill                                             | Barbra Streisand en el musical Funny Girl  | 2:47     |  |
| 16.                      | «You Can't Always Get What You Want»      | Mick Jagger, Keith Richards                                         | The Rolling Stones                         | 3:27     |  |
| 17.                      | «My Life Would Suck Without You»          | Max Martin, Dr. Luke, Claude Kelly                                  | Kelly Clarkson                             | 3:31     |  |

| Glee: The Music, Volume 3 Showstoppers |                                                                           |                                                          |                                                                           |          |  |
| N.º                                    | Título                                                                    | Escritor(es)                                             | Artista original                                                          | Duración |  |
| 1.                                     | «Hello, Goodbye»                                                          | Lennon–McCartney                                         | The Beatles                                                               | 3:29     |  |
| 2.                                     | «Gives You Hell»                                                          | Nick Wheeler, Tyson Ritter                               | The All-American Rejects                                                  | 3:26     |  |
| 3.                                     | «Hello» (con Jonathan Groff)                                              | Lionel Richie                                            | Lionel Richie                                                             | 3:32     |  |
| 4.                                     | «One Less Bell to Answer / A House Is Not a Home» (con Kristin Chenoweth) | Burt Bacharach / Bacharach, Hal David                    | The 5th Dimension / Dionne Warwick                                        | 4:42     |  |
| 5.                                     | «Beautiful»                                                               | Linda Perry                                              | Christina Aguilera                                                        | 3:59     |  |
| 6.                                     | «Physical» (con Olivia Newton-John)                                       | Steve Kipner, Terry Shaddick                             | Olivia Newton-John                                                        | 3:18     |  |
| 7.                                     | «Total Eclipse of the Heart» (con Jonathan Groff)                         | Jim Steinman                                             | Bonnie Tyler                                                              | 4:24     |  |
| 8.                                     | «Lady Is a Tramp»                                                         | Richard Rodgers, Lorenz Hart                             | Elenco del musical Babes in Arms                                          | 2:46     |  |
| 9.                                     | «One»                                                                     | Bono, The Edge, Adam Clayton, Larry Mullen               | U2                                                                        | 3:56     |  |
| 10.                                    | «Dream On» (con Neil Patrick Harris)                                      | Steven Tyler                                             | Aerosmith                                                                 | 4:34     |  |
| 11.                                    | «The Safety Dance»                                                        | Ivan Doroschuk                                           | Men Without Hats                                                          | 3:19     |  |
| 12.                                    | «I Dreamed a Dream» (con Idina Menzel)                                    | Claude-Michel Schönberg, Alain Boublil, Herbert Kretzmer | Rose Laurens (Francés) y Patti LuPone (Inglés) del musical Les Misérables | 3:08     |  |
| 13.                                    | «Give Up the Funk»                                                        | Jerome Brailey, George Clinton, Bootsy Collins           | Parliament                                                                | 4:25     |  |
| 14.                                    | «Bad Romance»                                                             | Lady Gaga, RedOne                                        | Lady Gaga                                                                 | 4:54     |  |

### EP
| Glee: The Music, The Power of Madonna |                                      |                                                        |                                           |          |  |
| N.º                                   | Título                               | Escritor(es)                                           | Artista original(es)                      | Duración |  |
| 1.                                    | «Express Yourself»                   | Madonna, Stephen Bray                                  | Madonna                                   | 4:01     |  |
| 2.                                    | «Borderline / Open Your Heart»       | Reggie Lucas / Madonna, Gardner Cole, Peter Rafelson   | Madonna                                   | 2:18     |  |
| 3.                                    | «Vogue»                              | Madonna, Shep Pettibone                                | Madonna                                   | 5:15     |  |
| 4.                                    | «Like a Virgin» (con Jonathan Groff) | Billy Steinberg, Tom Kelly                             | Madonna                                   | 3:17     |  |
| 5.                                    | «4 Minutes»                          | Madonna, Timbaland, Justin Timberlake, Nathaniel Hills | Madonna con Justin Timberlake y Timbaland | 3:11     |  |
| 6.                                    | «What It Feels Like for a Girl»      | Madonna, Guy Sigsworth, David Torn                     | Madonna                                   | 4:32     |  |
| 7.                                    | «Like a Prayer» (con Jonathan Groff) | Madonna, Patrick Leonard                               | Madonna                                   | 5:22     |  |
| 27:16                                 |                                      |                                                        |                                           |          |  |

| Glee: The Music, Journey to Regionals |                                                     |                            |                       |          |  |
| N.º                                   | Título                                              | Escritor(es)               | Intérprete original   | Duración |  |
| 1.                                    | «Faithfully»                                        | Jonathan Cain              | Journey               | 4:35     |  |
| 2.                                    | «Any Way You Want It / Lovin', Touchin', Squeezin'» | Steve Perry, Neal Schon    | Journey               | 3:09     |  |
| 3.                                    | «Don't Stop Believin» (Version para regionales)     | Cain, Perry, Schon         | Journey               | 3:43     |  |
| 4.                                    | «Bohemian Rhapsody» (con Jonathan Groff)            | Freddie Mercury            | Queen                 | 5:57     |  |
| 5.                                    | «To Sir with Love»                                  | Don Black, Mark London     | Lulu                  | 2:43     |  |
| 6.                                    | «Over the Rainbow»                                  | Harold Arlen, E.Y. Harburg | Israel Kamakawiwoʻole | 2:31     |  |
| 22:38                                 |                                                     |                            |                       |          |  |